# Fathí Sebál
Fathí Sebál (arabul: فتحي شبال); (Lyon, 1956. augusztus 19. – ) algériai válogatott labdarúgó.

## Pályafutása

### Klubcsapatban
Lyonban született Franciaországban. Pályafutását 1974-ben a Villefranche Beaujolais kezdte. 1975 és 1979 között az AS Nancy játékosa volt. 1978-ban a Metz szerződtette, ahol két évet töltött. Az 1980–81-es szezonban a szaúdi Al-Rijád csapatánál szerepelt. 1981-ben visszatért Franciaországba a Racing Besançon együtteséhez. 1982 és 1985 között a Racing Parisban játszott. Később szerepelt a még az FC Rouen, az AS Béziers, a Bourges, a Martigues, a Créteil és a Lens csapatában. 

### A válogatottban
1981 és 1982 között 2 alkalommal szerepelt az algériai válogatottban. Részt vett az 1986-os világbajnokságon, de nem lépett pályára egyetlen mérkőzésen sem.